# باغ کوچک بی‌بی گل
باغ کوچک بی‌بی گل یک مجموعه تلویزیونی محصول سال ۱۳۷۷ به کارگردانی مهدی قاسمی و تهیه‌کنندگی رضا جودی می‌باشد که در برنامه «سیمای خانواده» از شبکه یک پخش شد.

## قسمت‌ها
- شاهپرک‌ها بی تقصیرند
- چشم‌ها را باید شست
- انتخاب مهتاب
- عطر مهربانی
- بوی گل یاس
- گلبرگ‌های سرگردان
- مثل یک پروانه

## بازیگران
- اسماعیل سلطانیان
- آرزو تبیانیان
- آزیتا لاچینی
- آیدا تبیانیان
- افسون افشار
- باقر صحرارودی
- بیژن همدرسی
- پروین میکده
- پریسا پورشفیع
- ثریا قاسمی
- زویا امامی
- زهره فکورصبور
- پریسا گل‌دوست
- شهیار سعید نیا
- فرحناز منافی‌ظاهر
- محبوبه شاملو
- محمد نصر
- محمود بنفشه‌خواه
- محمود مقامی
- مرتضی نیکخواه
- مصطفی عبداللهی
- مژگان رودبارانی
- مهرداد شاملو
- مهوش صبرکن
- نبی الله نمکی
- نسرین نکیسایی